# مارك غرين (سائق سباق)
مارك غرين (بالإنجليزية: Mark Green)‏ هو سائق سباق أمريكي، ولد في 8 أبريل 1959 في أوينسبورو في الولايات المتحدة.

## وصلات خارجية
- مارك غرين على موقع Racing-Reference.info (الإنجليزية)